# Wrike
Wrike Inc. é uma empresa norte-americana desenvolvedora de software de gerenciamento de projetos com base em San Jose, Califórnia. A empresa foi fundada em 2006 e lançou a primeira versão beta de seu produto em 2007.
O principal produto da Wrike é uma ferramenta para colaboração e gerenciamento de projetos online. Essa ferramenta permite que seus usuários ajustem planos do projeto, priorizem tarefas, acompanhem agendas e colaborem online com colegas de equipe.

## História
A ideia da Wrike como uma ferramenta flexível de gerenciamento de projetos veio a Andrew Filev, fundador da Wrike, em 2004, com base em sua própria experiência pessoal e na experiência de sua equipe, que enfrentava vários problemas de colaboração.
Uma vez que o e-mail é usado como canal intermediário à colaboração nas tarefas com associados em pequenas e médias empresas, o Wrike foi desenvolvido em integração com e-mails, sendo esse um de seus principais recursos. Atualmente, plug-ins para Outlook e Apple Mail estão disponíveis aos usuários Wrike.
Em abril de 2011, o Wrike foi integrado com o Google Docs; mais tarde, a integração foi com o Google Apps; e no final de 2012, o Wrike foi integrado com o Dropbox. Além disso, o final de 2011 foi marcado pelo lançamento do novo recurso que permitiu a edição online de arquivos do MS Office, ou seja, sem baixá-los.
Em 2009, deu-se início à expansão linguística do Wrike: a versão em espanhol foi lançada. Até o final de 2012, o Wrike está disponível em seis idiomas, inclusive em português.
Em maio de 2012, o Wrike lançou uma versão gratuita para equipes com até cinco usuários. Mais tarde, em novembro, o Wrike apareceu com novos aplicativos móveis: um aplicativo nativo para dispositivos iOS e Android; e uma versão de navegador para plataformas móveis.

## Principais recursos
A partir de fevereiro de 2013, o Wrike conta com os seguintes recursos:
- Fluxo de atividade em tempo real;
- Diagrama de Gantt dinâmico (linha do tempo);
- Compartilhamento de arquivos e edição online;
- Gerenciamento da carga de trabalho e acompanhamento de tempo;
- Aplicativos para iPhone e Android;
- Plug-ins para Outlook e Apple Mail;
- Integrações com Dropbox e Google Docs;
- Relatórios personalizados;
- Discussões;
- Priorização de tarefas.

## Planos de assinatura
O Wrike oferece uma versão gratuita para equipes de até cinco usuários com um número ilimitado de colaboradores que podem ver as tarefas que são compartilhadas com eles. Planos Premium começam com cinco usuários (5, 15, 25, 50 e mais). Todos os planos, inclusive a versão gratuita, permitem aos usuários trabalharem com um número ilimitado de projetos e tarefas, como também terem colaboradores ilimitados. Cada plano Premium tem um período de teste de 15 dias.

## Capturas de ecrã

Dashboard in WrikeDashboard in Wrike
Dynamic Timeline in WrikeDynamic Timeline in Wrike
Activity Stream in WrikeActivity Stream in Wrike